# Höhle der Schwimmer

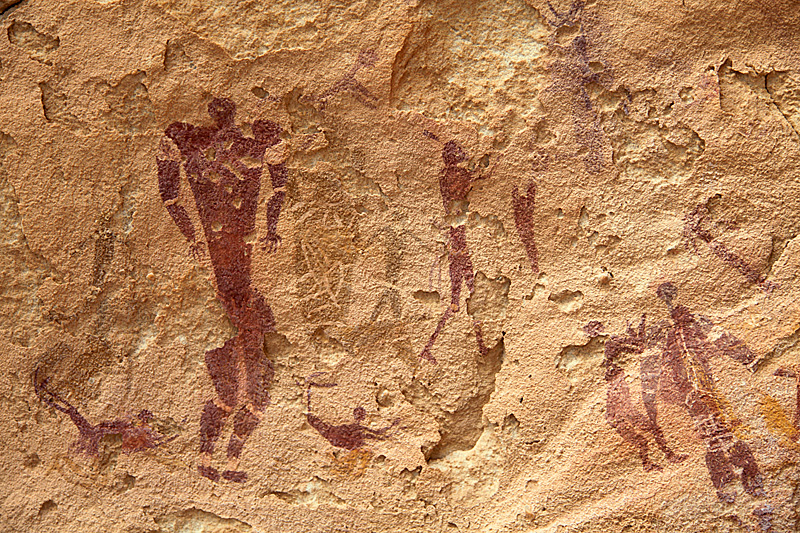
Menschen- und Schwimmerdarstellungen in der Schwimmerhöhle, Wadi Sura

Die Höhle der Schwimmer befindet sich im südwestlichen Ägypten, nahe der Grenze zu Libyen, auf dem Gilf-el-Kebir-Plateau in der Sahara. Sie wurde im Oktober 1933 von dem ungarischen Forscher Ladislaus Almásy (László Ede Almásy) entdeckt. Sie enthält Höhlenmalereien von schwimmenden Figuren, von denen man annimmt, dass sie vor mindestens 4000 Jahren entstanden sind.
Bei der Expedition von 1933 durchstreifte Almásy Gilf Kebir und das Uwainat-Gebirge bis in den Sudan. Die Entdeckung dieser und weiterer prähistorischer Felszeichnungen in Ain Dua, Karkur Talh und Wadi Sora war das wichtigste Ergebnis der Expedition.
Almásy widmete der Höhle ein Kapitel in seinem 1934 erschienenen Buch Unbekannte Sahara. Darin postuliert er, dass die Schwimmszenen reale Abbildungen des damaligen Lebens seien und dass folglich eine Klimaveränderung im Zeitraum nach der Entstehung stattgefunden haben müsse. Diese Theorie war so neuartig, dass sein erster Herausgeber mehrere Fußnoten hinzufügte, in denen er diese Ansicht nicht teilte.
Die Höhle ist ein zentraler Schauplatz in dem Roman Der englische Patient und dem darauf basierenden Film. Die im Film gezeigte Höhle ist jedoch nur ein Nachbau.